# Daiki Niwa
Daiki Niwa (丹羽 大輝, Niwa Daiki) est un footballeur japonais né à Kawachinagano le 16 janvier 1986. Il évolue au poste de défenseur.

## Palmarès
- Championnat du Japon :
  - Champion : 2014.
- Championnat du Japon D2 :
  - Champion : 2013.
- Coupe du Japon :
  - Vainqueur : 2014, 2015.
- Coupe de la Ligue japonaise :
  - Vainqueur : 2015.
- Supercoupe du Japon :
  - Vainqueur : 2015.